# Viscount Boyd of Merton
Viscount Boyd of Merton, of Merton-in-Penninghame in the County of Wigtown, ist ein erblicher britischer Adelstitel in der Peerage of the United Kingdom.
Der Titel wurde am 8. September 1960 für den konservativen Politiker und ehemaligen Colonial Secretary Alan Lennox-Boyd geschaffen. Heutiger Titelinhaber ist dessen Sohn Simon Lennox-Boyd als 2. Viscount.
Familiensitz der Viscounts ist Ince Castle bei Saltash in Cornwall.

## Liste der Viscounts Boyd of Merton (1960)
- Alan Lennox-Boyd, 1. Viscount Boyd of Merton (1904–1983)
- Simon Lennox-Boyd, 2. Viscount Boyd of Merton (* 1939)

Titelerbe (Heir apparent) ist der Sohn des aktuellen Titelinhabers, Hon. Benjamin Lennox-Boyd (* 1964).